# Venerupis senegalensis
Venerupis senegalensis är en musselart som först beskrevs av Gmelin 1791.  Venerupis senegalensis ingår i släktet Venerupis och familjen venusmusslor. Arten är reproducerande i Sverige. Inga underarter finns listade i Catalogue of Life.
Höger och vänster klaff av samma exemplar:

Höger klaff
Vänster klaff

## Bildgalleri

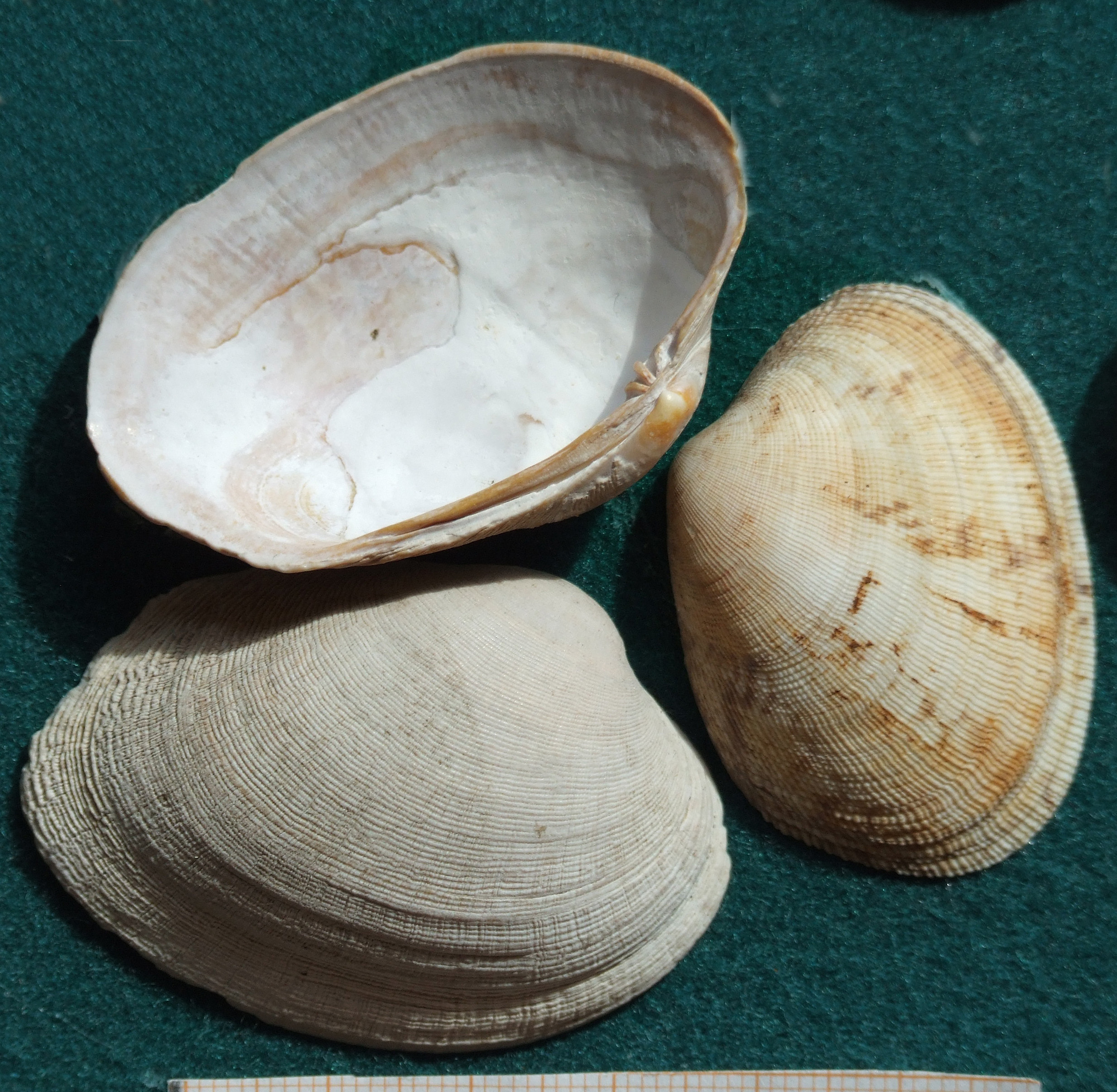
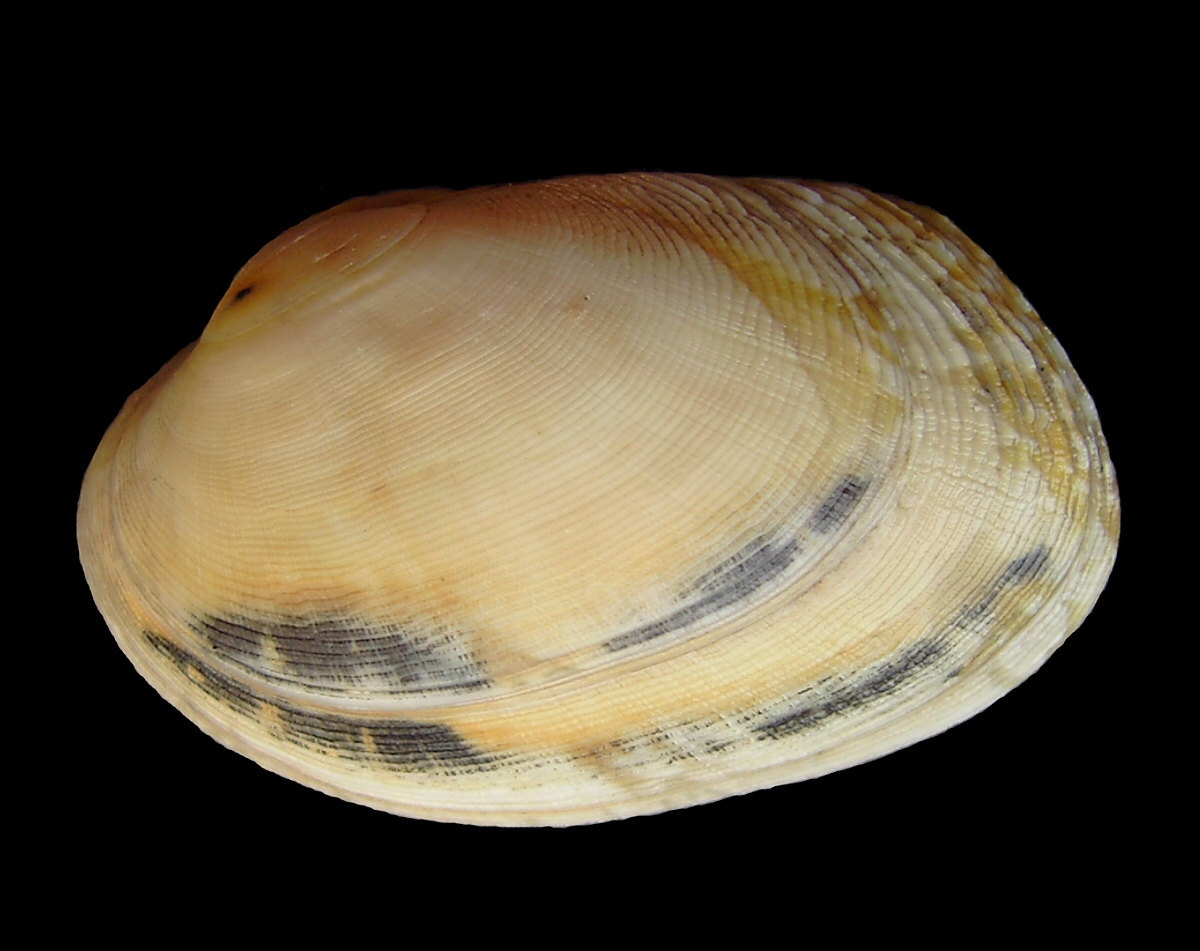
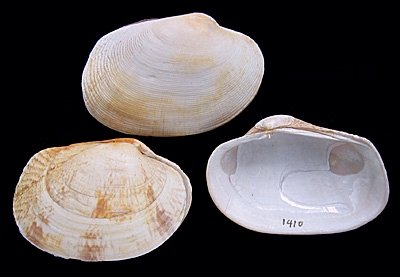